# شيخ عمر دوكوري
شيخ عمر دوكوري (بالفرنسية: Cheick Doucouré)‏ (مواليد 8 يناير 2000) هو لاعب كرة قدم مالي يلعب في مركز خط الوسط في نادي لانس.

## روابط خارجية
- شيخ عمر دوكوري على موقع الاتحاد الدولي (مؤرشف)  (الإنجليزية)
- شيخ عمر دوكوري على موقع قاعدة بيانات كرة القدم.إي يو (الإنجليزية)
- شيخ عمر دوكوري على موقع ليكيب (الفرنسية)
- شيخ عمر دوكوري على موقع ناشيونال فوتبول تيمز (الإنجليزية)
- شيخ عمر دوكوري على موقع Soccerbase.com (لاعب) (الإنجليزية)
- شيخ عمر دوكوري على موقع Soccerway.com (الإنجليزية)
- شيخ عمر دوكوري على موقع عالم كرة القدم.نت (الإنجليزية)